# Université Marien-Ngouabi
L'université Marien Ngouabi (UMNG) est une université de la république du Congo située à Brazzaville. Fondée en 1971, elle portait originellement le nom d'université de Brazzaville.

## Situation
Située avenue du Gouverneur général Bayardelle, qui succéda à Félix Éboué, elle est communément appelée « université Bayardelle » par les étudiants.

## Histoire
Autrefois appelée université de Brazzaville, elle est créée en 1971 à partir des différents établissements de la Fondation de l’enseignement supérieur en Afrique centrale (FESAC) présents à Brazzaville. Elle fut rebaptisée « université Marien-Ngouabi » le 28 juillet 1977 en hommage au président Marien Ngouabi assassiné quelques mois auparavant.

## Enseignements
Les étudiants poursuivant un programme spécialisé étudient les mêmes matières durant les six semestres de la première année jusqu'en troisième année de la licence.

Contrairement aux programmes généraux, les étudiants sont appelés à étudier diverses matières avant la graduation.
Le système universitaire en république du Congo se fait en trois cycles LMD (Licence, Master, Doctorat). Le système LMD au Congo a été adopté en 2009 par le ministère de l’Enseignement supérieur, et vise à l’harmonisation du schéma des études avec les pays partenaires afin de faciliter la mobilité des étudiants et des enseignants d’une part, et de développer la coopération interuniversitaire d’autre part.

## Etablissements
L'Université Marien Ngouabi est composée de 11 établissements dont 05 facultés, 04 écoles et 02 instituts. Ce sont :
- la faculté de sciences et techniques (FST)
- la faculté de sciences de la santé (FSSA)
- la faculté des sciences économiques (FSE)
- la faculté des lettres, des Arts et des sciences humaines (FLASH)
- l'école normale supérieure (ENS)
- institut supérieur de gestion (ISG)
- institut supérieur d'éducation physique et sportive (ISEPS)
- l'école nationale supérieure polytechnique (ENSP)
- la faculté de droit (FD)
- l'école nationale supérieure d'agronomie et de foresterie (ENSAF)
- l'école nationale d'administration et de magistrature (ENAM)

## Personnalités notables

### Étudiants
- Jean-François Obembé (1947-2015), sociologue, politologue, professeur en sciences politiques, diplomate et homme politique
- Pierre Ntsemou (1956), écrivain
- Delphine Djiraïbé (1960), avocate et militante tchadienne des droits de l'homme.
- Alain Mabanckou (1966), écrivain et enseignant
- Exaucé Ngambili Ibam (1991-), homme politique Congolais

### Professeurs
- Jean-Rosaire Ibara, médecin et homme politique, ancien recteur de l'université de 2016 à 2021
- Daniel Abibi, recteur de l'université

## Galerie

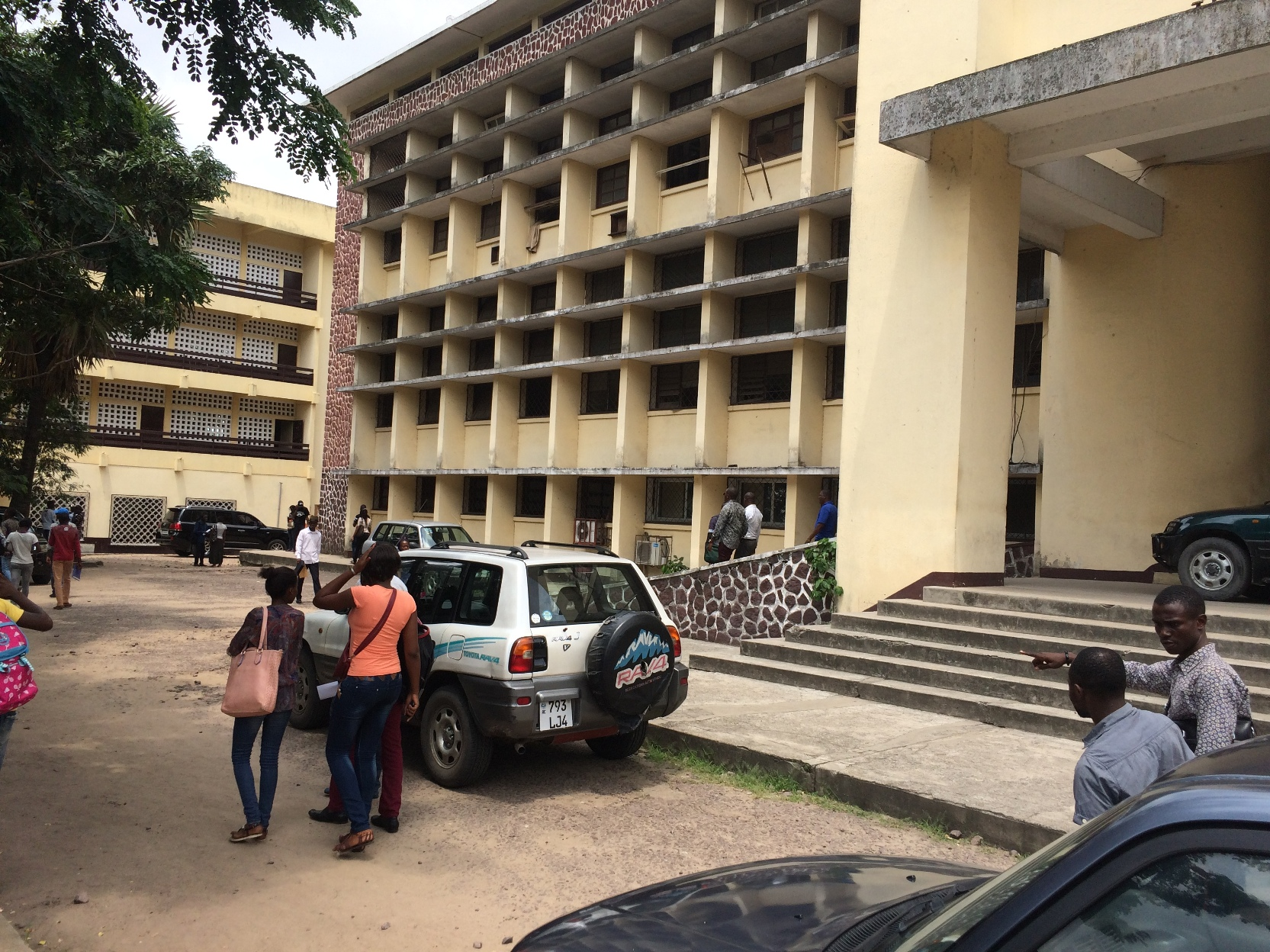
Quelques étudiants devant un bâtiment de l'université (2017)
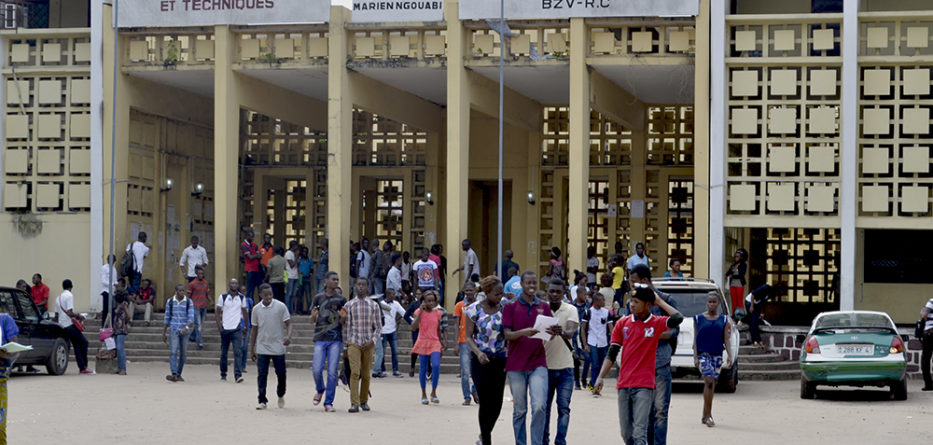
Faculté de droit (2012)